# برهان نظم
بُرهان نَظم یا برهان غایت‌شناختی یا اِتقان صُنع یا برهان الهیات طبیعی
(به انگلیسی: Design or Teleological argument)‏ یکی از مهمترین برهان‌های اثبات وجود خدا است، و در کنار برهان‌های علیت و وجودی، چارچوب کلی براهین دیگر را می‌سازد.
پدیده‌های طبیعی، آنچنان ساختار، عملکرد، یا ارتباط درونی دقیقی را نشان می‌دهند که بسیاری این فرض که ورای آن‌ها یک طراحِ هوشمند وجود دارد را نتیجه‌ای طبیعی - اگر نه اجتناب ناپذیر- دانسته‌اند. فلاسفه در قرون متمادی سعی کرده‌اند که این مشاهدات را به شکل برهانی با بیان منطقی در بیاورند. به مجموعه این استدلال‌ها، برهان نظم گفته می‌شود. برهان نظم به‌طور خلاصه می‌گوید اگر به پیرامون خود بنگریم، ناگزیر در می‌یابیم که چگونه هر چیزی با عملکردش سازگاری و تناسب دارد، به گونه ای که گویی از سر تدبیر طراحی شده‌است. قائلین به این برهان، نتیجه می‌گیرند که این مسئله، وجود خدا را به اثبات می‌رساند.
به عبارت دیگر، جهان ما نشان دهندهٔ وجود نوعی آفرینش است، نه اتفاقی کور و تصادفی. مدافعان برهان نظم، این انتخاب‌کننده را خدا می‌نامند.
منکران این برهان، نظم موجود را معلول عوامل طبیعی قلمداد می‌کنند و غایت را به نهاد طبیعت نسبت می‌دهند. برخی معتقدند برهان نظم به لحاظ فلسفی از اثبات وجود خدا ناتوان است. با این حال، برهان نظم به فهم عموم نزدیک‌تر است و با تجربه‌های دینی نیز سازگاری بیشتری دارد.
برهان نظم در میان فلاسفه مسلمان رواج داشته‌است؛ اما آنان از اندیشه نظم در اثبات ذات خدا کمتر بهره گرفته‌اند، هرچند، شواهد نظم جهان را در مبحث علم و حکمت الهی و در بیان آموزه‌هایی چون عنایت و نظام احسن به کار برده‌اند. مفسرین، بعضی از آیات قرآن را بیان‌کنندهٔ این برهان می‌دانند.

## پیشینه

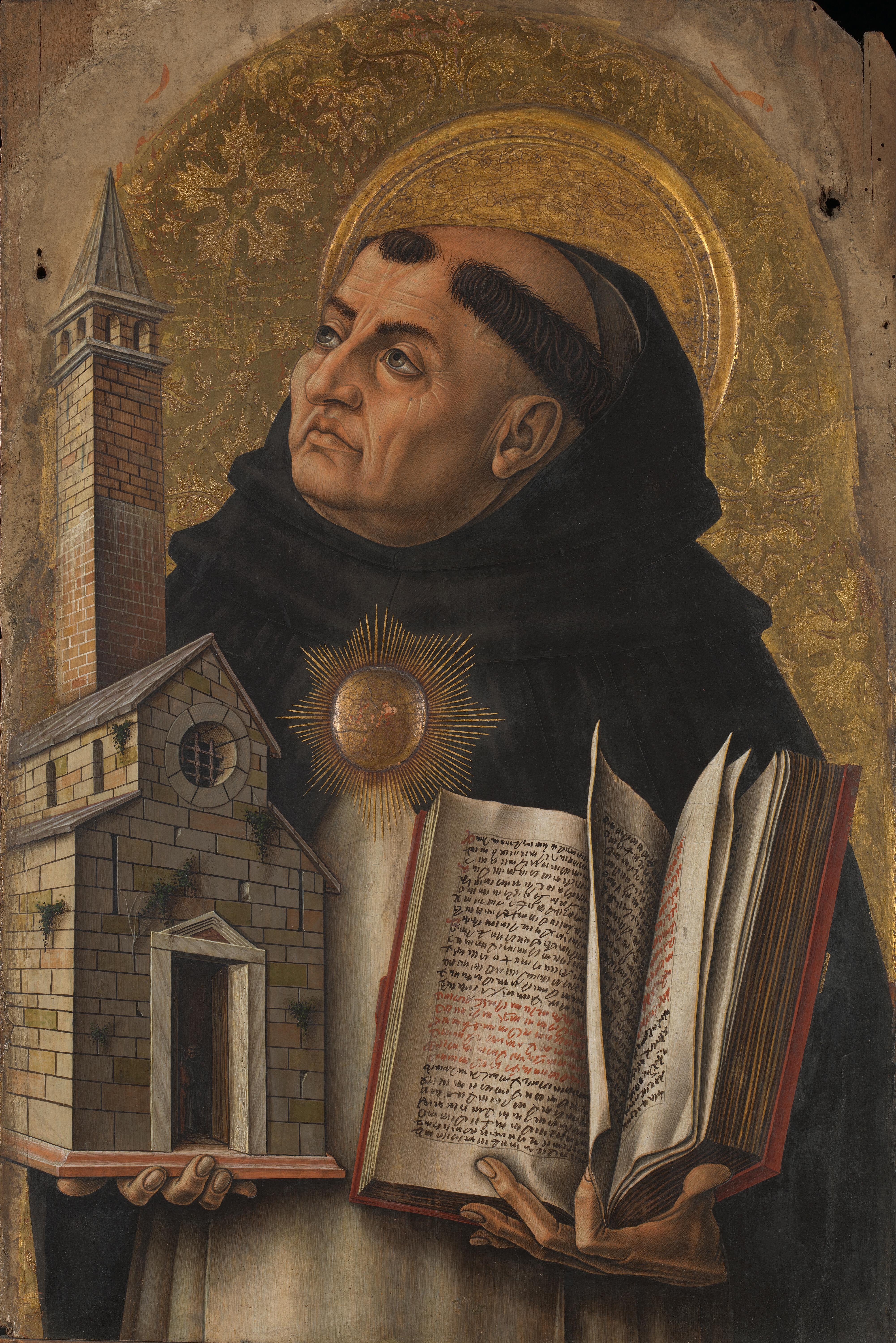
پنجمین برهان توماس آکویناس در اثبات خدا، بر اساس نظم بنا شده‌است.

در سده‌های میانه اشاراتی به این برهان در آثار توماس آکویناس (قرن سیزدهم میلادی) و ابن رشد (قرن ششم هجری) دیده می شود. در دوران اخیر یکی از معروف‌ترین بیان های برهان را در کتاب «الهیات طبیعی» اثر ویلیام پیلی (۱۸۰۵-۱۷۴۳) می‌یابیم. از دیگر فلاسفه‌ای که پس از پیلی به دفاع از این برهان پرداختند، می‌توان ف.ر. تنانت (۱۹۵۷-۱۸۶۶) و سوئین برن را نام برد. در ۱۹۸۶ جان بروو و فرانک تیپلر، موضوع وجود نظم دقیق در جهان را ارائه دادند.
در میان فیلسوفان و متکلمین مسلمان، ابوبکر باقلانی، ابویوسف کندی، ابن رشد، ابوحامد غزّالی، فخر رازی، عضدالدین ایجی، تفتازانی، عبدالرزّاق لاهیجی و خواجه نصیر طوسی به بیان برهان نظم پرداختند.
انکار غایتمندی و نظم انگاری در اندیشه‌های اپیکورس به چشم می‌خورد، اما نخستین انتقاداتی که در فلسفه غرب به‌طور جدی به برهان نظم وارد شده‌اند، غالباً حاصل کار دیوید هیوم (۱۷۷۶-۱۷۱۱) هستند.
از مهم‌ترین کسانی که پس از او در این زمینه کار کردند، می‌توان به ایمانوئل کانت، ایان باربور و بارتینک اشاره نمود. در میان دانشمندان معاصر، ریچارد داوکینز صاحب اثر ساعت ساز نابینا، از سرسخت‌ترین مخالفان برهان به‌شمار می‌آید.

## شرح برهان نظم
نظم (منطق) در برابر آشفتگی و هرج‌ومرج به کار می‌رود و مقصود از آن گردآمدن اجزای متفاوت با کیفیت و کمیت ویژه‌ای در یک مجموعه‌است به گونه‌ای که همکاری و هماهنگی آن‌ها وصول به هدفی معین را در پی داشته باشد. برهان نظم به صورت‌های گوناگونی بیان می‌شود که همه‌ی آن‌ها ساختار مشترک زیر را دارند:
الف: جهان منظم است یا در جهان پدیده‌های منظم وجود دارد.
ب: هر نظمی از ناظمی حکیم و با شعور ناشی می‌شود.
نتیجه: جهان بر اثر طراح  پدید آمده‌است.

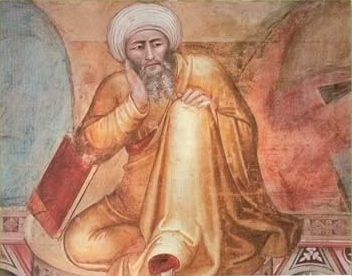
ابن رشد، فیلسوف مسلمان آندلسی، براهین غایی را بر پایه آرای ارسطو گسترش داد و به انتقال این آرا به اروپاییان قرون وسطا کمک شایانی کرد.

مدافعین برهان نظم می‌گویند هنگامی که به موجودات عالم می‌نگریم، سازماندهی و برنامه‌ریزی دقیقی احساس می‌کنیم. چنین نظمی تصادفی و خود به خود رخ نمی‌دهد؛ بنابراین ورای چنین موجودات منظمی باید ناظم حکیم و علیمی وجود داشته باشد که از سر حکمت و آگاهی آن‌ها را پدیدآورده باشد. ویلیام پیلی (William Paley) در کتاب «الهیات طبیعی» برهان نظم را شرح می دهد. پیلی ساختار چشم را به این گونه توصیف می کند که در آن‌ اجزای مختلف چشم برای بینایی به روش پیچیده‌ای با هم همکاری می‌کنند. او استدلال می‌کند که فقط در صورت فرض یک ناظم و مدبر فراطبیعی است که سازگاری اجزاء در جهت هدف معین قابل توجیه‌است. پیلی چشم را با ساعت مقایسه کرده و چنین دلیل می‌آورد که اگر شخصی در یک جزیره دور افتاده زندگی کند و ساعتی بیابد، این فرض را که ساعت را موجود هوشمندی ساخته‌است تصدیق می‌کند. به همین دلیل انسان حق دارد با بررسی چشم خود، این نتیجه را بگیرد که آن را موجود هوشمندی ساخته‌است. یعنی همان گونه که اجزای ساعت برای نشان دادن وقت هماهنگ شده‌اند و می‌فهمیم که این هماهنگی حاصل فعالیت خلاق یک سازنده‌است، در موارد طبیعی نیز تنها راهی که وجود آنرا معقول می‌سازد، این است که فرض کنیم از ناظم با شعوری ناشی شده‌ باشند.
در منابع اسلامی نیز استدلال‌های مشابهی می‌یابیم. ابن رشد فیلسوف قرن ششم هجری نظم را در این می دید که موجودات جهان با انسان سازگار هستند یعنی طبیعت و اجزاء بدن در خدمت نوع بشرند. به نظر ابن رشد این‌گونه سازگاری نمی‌تواند ناشی از اتفاق باشد، بلکه از جانب فاعلی است که آن را اراده و تقدیر کرده‌است. ویژگی برهان ابن رشد تأکید او بر اصل هدف‌دار بودن است که با مفهوم نظم پیوندی نزدیک دارد. ابن رشد و توماس آکویناس عقیده داشتند که می توان وجود خدا را بدون احتیاج به وحی و الهام اثبات کرد. در دورهٔ معاصر، تنانت در کتاب کلام فلسفی به گسترش و تعمیق مفهوم نظم غایی پرداختند. در برهان نظم منظور نظم غایی است و به همین دلیل به آن برهان غایی یا برهان هدفمندی (Teleogical argument) نیز گفته می‌شود. مدافعین برهان نظم می‌گویند که ما مشاهده می‌کنیم پدیده‌های منظمی همواره به سوی غایتی در حرکت‌اند، در حالی که خود این پدیده‌ها فاقد علم و آگاهی برای این حرکت هستند؛ بنابراین باید موجودی آگاه و مدبر آن‌ها را به سوی غایتشان هدایت کند. برهان نظم بر هماهنگی و نظم کل عالم تأکید دارد تا ناظم حکیم را برای کل عالم ثابت کند. در برهان نظم، نظریه تکامل جانداران تناقضی ایجاد نمی کند زیرا ناظم الهی می تواند برای خلق جهان و موجودات پیچیده‌تر طرح بلند مدتی برگزیده‌باشد، یعنی خدا خالق سازوکار خود تکامل بوده‌است. علاوه بر این تکامل تدریجی پیدایش اولین موجودات تک سلولی با مکانیزم‌های لازمه درون آنها را توجیه نمی کند. همچنین تکامل هیچ توضیحی در مورد نظم ظاهری در دنیای غیرزنده فراهم نمی‌کند.

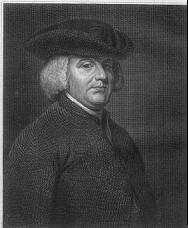
خدای ساعت ساز ویلیام پیلی، یکی از مشهورترین تقریرهای برهان

#### تنظیم‌ دقیق (Fine tuning)
یکی از دیگر بیان های برهان نظم، برهان تنظیم‌شدگی جهان یا اصل انسان‌نگر (به انگلیسی: Anthropic principle or Argument from fine-tunning) است.این ایده نخستین بار توسط جان بروو و فرانک تیپلر در کتاب «اصل کیهانشناختی انسان نگر» تشریح شد. این دیدگاه از نظر تاریخی جهت سازگاری با نظریه فرگشت داروین -که تکامل تدریجی را مسئول پیدایش نظم در موجودات زنده می‌دانست- به وجود آمد. پیشنهاددهندگان این دیدگاه نظریه فرگشت را پذیرفته ولی استدلال می‌کنند که وقوع فرگشت طبیعی نیازمند چیده شدن صحنه و فراهم آمدن شرایط خاصی است.
این دسته از استدلال‌ها به دوشاخه تقسیم می‌شوند: دسته اول از استدلال‌ها بر شرایط لازم برای وقوع حیات تأکید می‌کنند. پیشرفت‌های اخیر در علم فیزیک نشان داده‌است که اگر نیروی گرانش به میزان یک در {\displaystyle 10^{40}} از میزان فعلی اش کمتر یا بیشتر بود، جهان نمی‌توانست حیات را در خود بپروراند. تنظیم شدگی در مورد بقیه نیروهای اصلی فیزیک (نیروهای هسته‌ای قوی و ضعیف، نیروهای الکترومغناطیس، و بار الکترون) نیز لازم است. در علوم تجربی نشان داده شده‌است که اگر برای مثال فاصلهٔ خورشید از زمین از حد فعلی کم‌تر یا بیشتر بود، امکان حیات میسر نمی‌شد.
روش دوم استدلال بر شرایط کافی برای وقوع فرگشت و جهت‌گیری آن تأکید می‌ورزند، و استدلال می‌کنند که با فراهم شدن شرایط خاص فرایند فرگشتی همواره به سمت مشخصی می‌رود. استدلال‌های بیوشیمیایی در این گروه جای می‌گیرند. این استدلال‌ها بر تناسب نامعمول محیط شیمیایی جهت پیدایی حیات تأکید می‌ورزند. وارد و برونلی از دیدگاه زمین‌شناسی ادعا کردند که شرایط سیاره‌ای لازم برای به وجود آمدن حیات هوشمند بسیار نایاب است.

## نقد برهان نظم

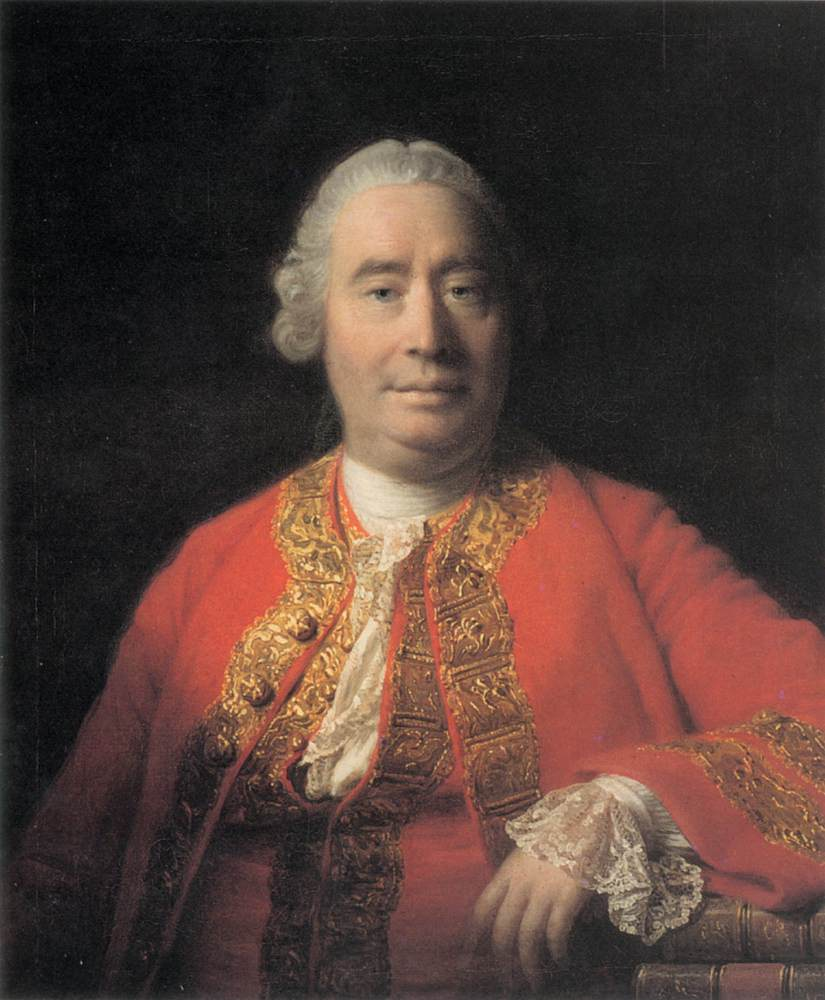
انتقادات هیوم بر برهان نظم، در این دو اثر او آمده‌اند: «مکالماتی دربارهٔ دین طبیعی» و بخش یازدهم «تحقیق دربارهٔ فهم آدمی».

تصویر روی جلد کتاب «ساعت ساز نابینا»

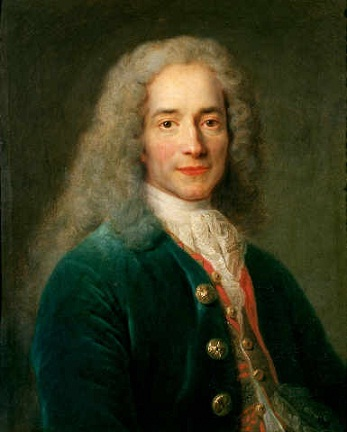
ولتر:اثبات صانع، خدا را ثابت نمی‌کند. خدای ادیان، عادل و خیر اعلی نیز هست.

فرض کنیم فاصلهٔ زمین از خورشید از میزان فعلی کمتر یا بیشتر بود؛ در این صورت امکان پیدایش حیات در زمین از میان می‌رفت و این امکان در سیاره بهرام (مریخ) یا ناهید (زهره) مهیا می‌گشت. یعنی تعجبی ندارد که ما در جهانی به سر می‌بریم که در آن شرایط دقیقاً برای پیدایش موجوداتی از نوع ما مناسب بوده‌است؛ زیرا به هیچ وجه محتمل نبود که ما در جای دیگری پدید آییم.
هیوم در این باره در کتاب مکالماتی دربارهٔ دین طبیعی از زبان شخصیت فیلو بیان کرد که باید تصدیق نمود که برای ما، از نگاه محدودی که داریم، غیرممکن است بتوانیم بگوییم آیا این نظام، در مقایسه با نظام‌های ممکن و حتی واقعی دیگر، حاوی هر گونه خطای چشمگیری هست یا خیر؟ به تصریح او، اگر یک نفر که هیچ سروده ای را به عمر خویش ندیده است، کتاب شعری بر وی خوانده شود، نمی‌تواند آن شعر را کاملاً عاری از خطا و اشتباه بداند.
به تصریح ریچارد داوکینز، این برهان بدیهی می‌انگارد که هرچه نظم مجموعه‌ای بیشتر باشد، می‌فهمیم که ناظم آن مجموعه هم پیچیده‌تر و عالم‌تر بوده‌است. کسی که توانسته باشد تمام جهان را نظم ببخشد، خودش باید لااقل به همان اندازه پیچیده و هدفمند باشد؛ و باز نیازمند ناظمی اعلم می‌شود.
عده ای مقایسه نظم جهان و نظم ابزارهای ساخته دست بشر را نادرست می دانند. یعنی نمی توان گفت که چون ما ساعت را به عنوان شیئی منظم دیدیم و دانستیم که ناظمی دارد، باید در مورد چشم هم چنین باشد. برهان یاد شده بر این رأی استوار است که شیئی همچون ساعت که نشانه‌های طرح و تدبیر در آن پیداست، از پاره‌ای جهات به شیئی طبیعی نظیر چشم شباهت بسیار دارد. در این سبک استدلال که به آن قیاس می‌گویند، فرض اینست که اگر دو چیز از برخی جهات مشابه باشند به احتمال زیاد از سایر جهات نیز مشابهند.
هیوم می‌گوید که این مقایسه بسیار سست و ضعیف است زیرا چنین مقایسه ای تنها میان دو پدیدهٔ تجربی اعتبار دارد، نه میان یک پدیدهٔ تجربی و یک پدیدهٔ غیر تجربی؛ ما با تجربه آموخته‌ایم که مصنوعات انسان نتیجهٔ طرح و تدبیرند، اما چنین تجربه‌ای از مجموعه‌های طبیعی نداریم.
به عبارت ساده‌تر، این برهان فرض را بر آن می‌گذارد که میان اشیای طبیعی (مثل چشم) و اشیای مصنوعی (مثل ساعت)، شباهت حائز اهمیت و معناداری هست و این در حالیست که مشخص نیست که چشم آدمی از هر وجه مهمی شبیه ساعت باشد. در حالی که اساس قیاس بر این فرض است که میان طرفین مقایسه شباهت چشمگیری هست. اگر این شباهت کمرنگ یا ضعیف باشد، نتایجی هم که بر بنیاد این مقایسه گرفته می‌شود، به همان نسبت سست و ضعیف خواهد بود. به‌طور خلاصه هیوم ایده نیاز اشیای منظم طبیعی به طراح و خالق مدبر را نه پیوندی منطقی؛ بلکه صرفاً تعمیمی نا به جا از روابط میان انسان و مصنوعاتش می‌دانست.
ن. فخر در کتاب برهان علیت نقدهایی به برهان نظم وارد می‌کند. به نظر او در برهان نظم، تکیه بر شباهت بین نظم دست ساختۀ بشر و نظم‌های موجود در طبیعت است. اگر اولی در زمانی کوتاه ولی دومی در زمانی طولانی شکل گرفته باشد، داشتن خالقی دانا و هدفمند، تنها نظریه جهت توجیه نظم موجود نخواهد بود و مثلاً نظریۀ فرگشت(تکامل) تدریجی نیز می‌تواند نظم را توجیه نماید. لذا برهان نظم که بر قیاس استوار است، یکی از بنیان‌هایش را که همان شباهت کامل دو موضوع است از دست می‌دهد و دیگر لزومی به جاری کردن یک حکم بر هر دو موضوع نیست. آنچه دربارۀ طبیعت٬ نظم نامیده می‌شود، می‌تواند تعادل نامیده شود. وقتی یک جرم آسمانی در دام جاذبۀ زمین می‌افتد و میلیاردها سال به دور آن می‌چرخد، آنچنانکه می‌توان از نظمِ چرخش آن برای محاسبۀ زمان استفاده کرد، آنچه واقع شده، نظمِ دست‌ساخته نیست، بلکه یک تعادل است که می‌تواند گاهی میلیون‌ها سال و گاهی به مدت کوتاهتر ادامه داشته باشد. همان قوانین فیزیک که تعادل‌های قبلی را ایجاد کردند، همان‌ها باعث از بین رفتن آن تعادل‌ها و موجودات قبلی شدند و تعادل‌های فعلی نیز کاملاً آسیب پذیرند و می‌توانند جایشان را به تعادل‌های جدید، بین موجوداتِ سازگارترِ جدید بدهند. برهان نظم بر هدفمندی نظم جهان تکیه می‌کند اما دستگاهِ جهان، هیچ‌گاه نشان نداده که منظور دقیقش از فرآوریِ آنچه به آن داده می‌شود، کدامیک از محصولاتش است. اگر برهان نتواند در مقدمه اش به‌طور روشن بیان نماید که کدامیک از پدیده‌هایی که پی‌درپی به وجود می‌آیند و از بین می‌روند هدف نظم موجود است، یکی دیگر از بنیان‌هایش را که همان غایتمندی هستی جهانِ منظم است، از دست می‌دهد. تنها چیزی که همواره بوده و هرگز متوقف نشده، اجرای قوانین فیزیک بوده و هر "تعادل" یا "نظمی" هم که محصولِ این قوانین بوده‌است، پایدار نبوده تا بتوان به آن عنوانِ "غایت خلقت" یا "هدف آفرینش" داد و از این بابت مطمئن بود.
نظریه تکامل داروین می‌گوید که نظم موجودات زنده به‌طور طبیعی و بدون ناظم و به‌طور تصادفی ایجاد شده است. از نظر تکامل در پاسخ به این که چرا جانوران و گیاهان تا این پایه با عملکردهایشان به خوبی سازگاری و تناسب دارند، وجود خدای همچون ساعت‌ساز، یگانه علت ممکن نیست. تکامل، احتمال دیگری را پیش می‌کشد که در واقعیت نیز مشاهده شده‌است. بقای اصلح نشان می‌دهد که چگونه آن جانوران و گیاهانی که بهتر از دیگران با محیط انطباق بیابند، زنده می‌مانند و خصوصیاتشان را از طریق ژن‌ها به نسل‌های بعدی منتقل می‌سازند و به تدریج با افزایش فراوانی ژن‌ها فراوانی آن خصوصیات هم در نسل‌های بعدی افزایش میابد. با وجود آن که تکامل الزاماً نظریهٔ ناظم الهی را رد نمی‌کند، اما حالت دیگری را پیش می‌کشد و دیگر نمی‌توان گفت هر نظمی ناظمی دارد. ما مطمئنیم که برخی نظم‌ها ناظم‌هایی دارند، همچون ساعت که ناظمی به نام ساعت ساز دارد؛ اما با توجه به تکامل، نمی‌توان این امر را به کل جهان تعمیم داد.
عده ای نیز وجود نظم را رد کرده اند. مثلا در مورد خلقت چشم می توان این ایراد را گرفت که چشم به نزدیک‌بینی، و به آب مروارید دچار می شود. در این استدلال که به آن برهان طراحی ضعیف (Argument from poor design or dysteleological argument) می گویند خدا ناتوان فرض شده یا اندکی پس از آفرینش جهان مرده‌است و این امکان را فراهم آورده که عالم هستی از عیار هماهنگی خود بکاهد.
برخی معترضین برهان می‌گویند اصولاً نظم مفهومی ساختگی و نسبی است. به باور طرفداران این نظر اگر از افراد بپرسیم چشم انسان منظم است یا نامنظم، همه بلااستثنا پاسخ خواهند داد منظم است؛ اما اگر این سؤال را در مورد زلزله یا آتش فشان مطرح کنیم چطور؟ زلزله را نامنظم خواهند دانست، این در حالی است که اگر زلزله را از جهت نیروهای درونی زمین بررسی نماییم، زلزله هم منظم است. همچنین اگر چشم را به جای بینایی از لحاظ شنوایی بررسی نماییم، دیگر منظم نخواهد بود.
همچنین هیوم معتقد است که برهان نظم در بهترین حالت می‌تواند ثابت کند که پدیده‌های جهان ساختهٔ دست کسی یا چیزی یا کسانی یا چیزهایی است. یعنی حتی در اثبات توحید (اسلام) هم ناتوان است. خلاف ممکنات نیست که گروهی آفرینندگان فروپایه تر با همکاری هم طرح این جهان را ریخته باشند. به خصوص اگر از قیاس استفاده کنیم، با توجه به آن که مصنوعات پیچیدهٔ بشر مانند آسمانخراشها و موشک‌های فضایی و نظایر آن، حاصل کار گروه‌هایی از افراد است؛ نمی‌توانیم توحید را نتیجه بگیریم. به باور ولتر، حتی اگر فرض کنیم برهان وجود ناظمی یگانه را اثبات می‌کند، باز هم به معنای اثبات خدای یگانه نیست.
این برهان همچنین در پاسخ به مسئلهٔ شر ناکام است؛ مطلبی که جان استوارت میل در سال ۱۸۷۴ با نگارش کتاب طبیعت و سودمندی بدان پرداخت.

### فارسی
عمومی
- محمدجواد انواری (۱۳۸۱)، «جلد ۱۱»، دائرة المعارف بزرگ اسلامی، دائره المعارف بزرگ اسلامی
- حسین وحید خراسانی (۱۳۸۶)، آشنایی با اصول دین، قم: مدرسه الامام باقرالعلوم، ص. صص ۲۱ تا ۳۳، شابک ۹۷۸-۹۶۴-۲۶۹۴-۱۲-۹
- نایجل واربرتون (۱۳۸۶)، الفبای فلسفه، ترجمهٔ مسعود علیا، تهران: انتشارات ققنوس، ص. صص ۲۶–۳۳، شابک ۹۷۸-۹۶۴-۳۱۱-۵۰۳-۶
- جعفر سبحانی و محمد محمدرضایی (۱۳۸۷)، اندیشهٔ اسلامی (۱)، تهران: دفتر نشر معارف، ص. صص ۷۳ تا ۸۱، شابک ۹۷۸-۹۶۴-۵۳۱-۰۵۹-۰
- مرتضی مطهری (۱۳۸۸)، توحید، تهران: انتشارات صدرا، ص. صص ۴۹ تا ۸۲–۲۱۱ تا ۲۴۳، شابک ۹۶۴-۵۶۰۰-۳۴-۰
- رجینالد جان هالینگ دیل (۱۳۸۷)، تاریخ فلسفه غرب، ترجمهٔ عبدالحسین آذرنگ، تهران: انتشارات ققنوس، شابک ۹۷۸-۹۶۴-۳۱۱-۷۹۰-۰
- ریچارد داوکینز (۲۰۰۷ میلادی)، پندار خدا، ترجمهٔ ا. فرزام، توزیع در اینترنت، شابک ۰-۶۱۸-۶۸۰۰۰-۴ تاریخ وارد شده در |سال= را بررسی کنید (کمک)

تخصصی
- جان هیک (۱۳۸۷)، وجود خدا، ترجمهٔ عبدالرحیم گواهی، تهران: نشر علم، ص. صص ۱۲۱ تا ۱۶۶، شابک ۹۷۸-۹۶۴-۴۰۵-۸۹۲-۹
- عبدالله جوادی آملی (۱۳۸۸)، «فصل هشتم»، تبیین براهین اثبات خدا، به کوشش حمید پارسانیا. (ویراست محمود صادقی)، قم: مرکز نشر اسراء، ص. ۲۳۵ تا ۲۵۴، شابک ۹۷۸-۹۶۴-۵۹۸۴-۰۸-۱
- جعفر سبحانی، الالهیّات، ج ۱، قم: مؤسسه امام صادق، ص. ص ۳۳

مرتبط
- گراهام پریست (۱۳۸۷)، منطق، ترجمهٔ بهرام اسدیان (ویراست رضا دهقان)، تهران: نشر ماهی، ص. ۱۳۳ تا ۱۴۲، شابک ۹۷۸-۹۶۴-۹۹۷۱-۷۵-۹

### انگلیسی
- David Hume (۱۹۹۳)، Dialogues and Natural History of Religion، Oxford: Oxford University Press Worlds Classics

### فارسی
- براهین اثبات باری، دائره المعارف بزرگ اسلامی، محمدجواد انواری (رونوشت از مؤسسه فرهنگی و اطلاع‌رسانی تبیان)
- براهین اثبات خدا در وبگاه آفتاب
- سیری انتقادی در برهان نظم

### انگلیسی
- teleological arguments from philosophy online
- Teleological Arguments for God's Existence from the Stanford Encyclopedia of Philosophy
- Dictionary of the history of Ideas: Design argument
- A "Preface" to Aquinas' Teleological Argument
- Paley, William (1809). "Natural Theology: or, Evidences of the Existence and Attributes of the Deity" (12th ed.). London: Printed for J. Faulder. Online in full.
- Design arguments for the existence of God from the Internet encyclopedia of philosophy.
- William Lane Craig : The Teleological Argument and the Anthropic Principle
- The Skeptic's Dictionary on argument from design